# Ruud Borst
Ruud Borst (Leiderdorp, 30 maart 1972) is een Nederlands voormalig marathonschaatser.

## Carrière
In 1994 werd hij Nederlands kampioen marathon op kunstijs bij de neo-senioren en in 1999 bij de senioren. In 1999 won hij ook het Open NK marathon op natuurijs dat in Oostenrijk op de Weissensee bij Techendorf plaatsvond. In de winter van 1995/96 won hij de natuurijsklassieker de Oldambtrit en in de winter van 1996/97 was hij de nummer zes in de Vijftiende Elfstedentocht en winnaar van de Westland Marathon. Op zijn palmares prijken ook overwinningen in de Alternatieve Elfstedentocht op de Weissensee in 1997 en 2003.
Bij zijn laatste marathonwedstrijd als lid van Team Snelle Jelle op het Runnmeer in het Zweedse Falun, was hij met 41 jaar de oudste rijder van het peloton. Hij reed de wedstrijd onder barre omstandigheden uit en zette daarna, gedwongen door fysieke klachten, een punt achter zijn carrière. Borst werd later scheidsrechter bij de KNSB.